# Star Trek: Deep Space Nine
A Star Trek: Deep Space Nine (rövidítve gyakran DS9 vagy ST:DS9; szabad fordításban Mély Űr Kilenc vagy Kilences számú űrállomás) amerikai sci-fi televíziós sorozat, amely a Star Trek világában játszódik. Az 1993-ban indult (és hét évadon át futó) 176 részes sorozat gyökeresen eltért a korábbi Star Trek-sorozatoktól. A sorozat központjában ezúttal nem egy űrhajó, hanem a Deep Space Nine űrállomás áll. Abban is különbözik az elődeitől, hogy gyakran megszegi a világ megalkotója, Gene Roddenberry által lefektetett szabályokat, mint például a fő szereplők közötti személyes konfliktusok tilalmát; szakít a békekorszakkal, háborús fenyegetés, majd háború is jön, a politika gyakran fontosabb szerepet kap, mint az új világok felfedezése.
A Deep Space Nine továbbhaladt abban az irányban, mely felé a The Next Generation tette meg az első lépést. A szereplők kapcsolata itt már fontos eleme a sorozatnak, az egyes epizódok nem különálló, akár tetszőleges sorrendben megnézhető részek, melyeknél az epizód végére mindig beáll a status quo állapota, hanem egy szorosan egybefüggő történet elemei.
Benjamin Sisko kapitány a legalkalmasabb ember egy űrállomás vezetésére, erőskezű parancsnok, valamint kiváló politikus és katona is egyben. Az első tiszt, a bajori Kira Nerys őrnagy korábban bolygója, Bajor Kardasszia elleni függetlenségi harcának egyik vezetője volt. A sorozat rajtuk kívül más színes, új egyéniségeket is bemutat: Odo, a biztonsági főnök például alakváltó, Jadzia Dax egy olyan nép (a trillek) tagja, melynek egyes tagjai szimbiózisban élnek egy, a testükben lakozó puhatestű lénnyel, Quark pedig a kereskedelemmel foglalkozó ferengi nép tagja. A sorozatban régi ismerősként üdvözölhetjük Worf hadnagyot és Miles Edward O’Brien transzporterállomás-főnökből lett főgépészt.
A sorozatot futása alatt több tucatszor jelölték Emmy-díjra, de csak háromszor sikerült elnyernie.

## Háttér
A történetet Gene Roddenberry eredeti ötlete alapján Brandon Tartikoff felkérésére Rick Berman és Michael Piller írta, kiadója a Paramount Pictures. A történet a Star Trek: The Next Generation (TNG) sorozat után játszódik, de annak nem közvetlen folytatása. Az Új nemzedék még tartott amikor elkezdték a sorozatot. Pár Deep Space Nine -szereplő (például Doktor Bashir és Quark) feltűnik egy-egy TNG-részben is, amikor az Enterprise az állomásra téved.
Berman – az egyik szerző – szerint, ő és Piller elgondolkodtak azon, hogy az új sorozat egy gyarmati bolygón játszódjon, de úgy érezték, hogy az űrállomás egyrészt vonzóbb látvány lenne, másrészt a forgatási költségek is alacsonyabbak, mint egy élő helyszínen. Abban is biztosak voltak, hogy a történet semmiképpen nem játszódhat egy csillaghajó fedélzetén, mivel a Star Trek: The Next Generation sorozatot akkor még vetítették és Berman szavaival: „nevetségesen nézett volna ki, hogy két sorozat legyen – két szereplőgárdával – azért, hogy oda menjenek, ahová még senki nem merészkedett”.
A DS9-t jól fogadta a kritika, azt írták, hogy „a legjobban játszott, megírt és létrehozott, összességében a legjobb” Star Trek sorozat. Mindamellett néhány rajongó egyre elégedetlenebb volt a szokásosnál sötétebb témákkal és tiltakoztak az állandó helyszín miatt. Más rajongók viszont magukat "Niners"nek nevezték azután a baseball csapat után, amely a hetedik évad "A nagy holorangadó" című epizódjában szerepel.
Annak ellenére, hogy a DS9 tetszési indexe kezdetben magas volt, sosem lett olyan sikeres, mint a Star Trek: The Next Generation és népszerűsége csökkent a későbbi évek alatt. Sok oka volt ennek, többek között a régi Star Trek-konvenciókkal való részleges szakítás, a mindinkább zsúfolt televíziós piac (a Babylon 5 sorozatot körülbelül azonos időben mutatták be, hasonló témával); a nézőközönség kifáradása és megoszlása a DS9, a ''Star Trek: The Next Generation és a Star Trek: Voyager között.
A sorozathoz új csillagflotta-egyenruhát is terveztek, mely az első epizódtól látható (az eddigi TNG-beli ruhákat is időnként láthatjuk a vendéghajók legénységén, valamint a Parancsnokságon a 4. évadban). Ezt az új ruhát később szintén használja a USS Voyager teljes legénysége. Az 5. évad 10. része után egy sötétebb új egyenruhát kezd használni az egész legénység, egészen az utolsó részig. (A 9. epizódban még az előzőt használják, ami több mint 5 évadon át futott, valamikor 2373 közepén lehet: a kapcsolatfelvétel-film előtt.)

## Szereposztás

### Főszereplők
A Star Trek sorozatok történetében a legváltozatosabb szereplőgárdát felvonultatva a DS9 volt az első olyan sorozat, amelynek voltak olyan főszereplői, melyek nem a Csillagflotta tagjai közül kerültek ki. Ilyen Kira Nerys a bajori hadsereg tisztje, Odo az alakváltó, valamit két civil: Jake Sisko és a ferengi Quark. Természetesen vannak a Csillagflotta kötelékébe tartozó főszereplők is: Miles O’Brien az első nem hivatásos katona (hasonló szerepkörben, mint amit a Star Trek: The Next Generation néhány epizódjában játszott).
A hét évad alatt a DS9 két nagy szereplőváltáson esett át. A negyedik évadban került a stábba Michael Dorn mint Worf, aki akkoriban fejezte be a Star Trek: The Next Generation sorozatban való szereplését. Megjelenésének valódi oka az volt, hogy az alkotók erősíteni szerették volna a szereplőgárdát, de a klingon hamarosan nélkülözhetetlen szereplője lett az epizódoknak, főleg Jadziával való szerelme révén, de amiatt is, ahogy új színt, látásmódot, tapasztalatokat vitt a történetbe.
A második váratlan változás Terry Farrell (Jadzia Dax) távozása volt. Terry Farrell úgy érezte, hogy a DS9 nagyméretű szereplőgárdája miatt keveset kerül a képernyőre, ezért a hatodik évad végén nem hosszabbította meg a szerződését. Mivel az ő alakja volt a Dax szimbionta gazdateste, a forgatókönyvíró megalkotta Ezri Daxot (Nicole de Boer), aki befogadta a szimbiontát, Daxot annak korábbi gazdateste, Jadzia halála után.
Alexander Siddig (Julian Bashir) már az első három évadtól megjelent a sorozatban, igaz akkor még születési nevének rövidítését használva (Siddig el Fadil). Alexander Siddigként csak azután szerepelt, miután feleségül vette Nana Visitort (Kira Nerys), így a nevük egymás mellé került a betűrendes stáblistán, bár hivatalos indoka a névváltoztatásra az volt, hogy felfedezte azt, hogy a sorozat nézői közül senki sem tudta hogyan kell kiejteni az 'el Fadil' nevet.

### Visszatérő szereplők
Az, hogy az epizódok gyakrabban játszódnak egy nagy űrállomáson, mint egy csillaghajón, sok lehetőséget adott a vissza-visszatérő szereplők szerepeltetésére. Többször előfordult, hogy a mellékszereplők annyit, vagy még többet szerepeltek egy-egy részben, mint a főbb szereplők. Például a A kényszer epizód majdnem teljesen Garakról szól, míg a Árulás, hit és a nagy folyó epizód egyik szála Weyounról, a másik pedig Nogról. A hosszú távú cselekményszövés lehetősége és az ismerős arcok állandó jelenléte is azok közé az indokok közé tartozott, amiért Berman és Piller a történéseket egy űrállomáson képzelte el.
Különös figyelemben részesítették a Star Trek rajongók Weyount, a Vortát, akit Jeffrey Combs alakított. Combs azt állította, hogy ő a Star Trek: The Next Generation sorozatban William T. Riker szerepére pályázott, de amikor Jonathan Frakes (aki végül is megkapta azt a szerepet) később a DS9 "Meridian" részét rendezte, akkor őt kérte fel Weyoun szerepére. Végül is harmincegy DS9 epizódban szerepelt, négy különböző szereplőt alakítva – vagy ötöt, ha Tükör Univerzum Bruntját külön számítjuk. Azon kevesek közé tartozott a szereplőgárdából, aki egy epizódon belül ("Vihar előtt") két külön szerepet is eljátszhatott – Brunt és Weyoun. Később a Star Trek: Enterprise sorozatban ő játszotta Shran szerepét.

Gul Dukat

Egy másik kiemelkedő szereplő Gul Dukat, akit Marc Alaimo játszott. Dukat a sorozat egyik legösszetettebb szereplője: 
induláskor néha együttműködő, ámbár általában ellenséges, és átment még pár változáson, mielőtt teljesen aljassá és őrültté nem vált a történet végére. Dukat a DS9 űrállomás parancsnoka volt, amit akkor még Terok Nor-nak hívtak, mielőtt az a Föderáció felügyelete alá került, és a kardassziai hadsereg állományába tartozott a Domínium-Kardasszia és a Föderáció között zajló háború alatt is – egészen addig, míg bele nem őrült lánya elvesztésébe. Onnan kezdve a Pah-démonok felé fordult (akik a bajori nép hitében egyfajta ördög-szerepet töltenek be, míg isteneik a Próféták), és hitét arra akarta felhasználni, hogy nem csak a Bajort, de az egész Alfa-kvadránst elpusztítsa. Az utolsó részben Sisko kapitány löki bele a tűzbarlangok lángjaiba, ahova saját maga is zuhan, de míg ő a Prófétákhoz kerül, Dukat a Pah-démonokkal együtt csapdába esik.
Odo felügyelő, az alakváltó alakja külön történetet visz az események folyamába. Élete egyedi, sokáig nem is derül ki, hogy honnan, hogyan került az állomásra, illetve, hogy vannak-e még rajta kívül hasonló lények (amikor aztán kiderül, hirtelen túl sokan lesznek). A szerelmi szálak közül az egyik a közte és Kira őrnagy között létrejövő kapcsolat, ami sajnos nem teljesedhet ki tökéletesen, mert Odonak vissza kell térnie az övéi közé.
Említésre érdemes Quark, a bártulajdonos ferengi alakja is. A ferengik kereskedő nép, csak a profit érdekli őket, Quark mégis sokkal összetettebb a többi ferenginél. Még a jég hátán is megél, itt volt már a kardassziai uralom alatt is. Ez idő alatt szerzett tapasztalatait később bőven kamatoztatja. Kétségtelen, hogy nem buta, általában ugyan nem törvényes dolgokkal próbál még több bevételre szert tenni, de ez tulajdonképpen szinte muszáj is neki, hiszen a ferengi törvények erre kötelezik. Mégis kiderül, hogy van szíve, bátor és önzetlen is tud lenni. Fura, szurkálódó barátságba kerül Odo biztonsági felügyelővel, és soha nem leplezett érzelmekkel viseltet Kira őrnagy iránt. Soha nem vallaná be, de kedveli ezt a társaságot, és tetteivel ennek gyakran tanújelét is mutatja.
Morn kisebb jelentőségű mellékszereplő, aki gyakran megfordul Quark bárjában, érdekessége, hogy sohasem szólal meg és úgy tűnik mindig jelen van. Az Emmy díjas maszk mester Michael Westmore szerint, a sorozat forgatásának első napján a rendező némileg véletlenszerűen választotta be Mornt a törzsvendégek közé, hogy aztán a következő hét évet ott is töltse. Nevét a Cheersben szereplő Norm szereplő anagrammájaként kapta, aki szintén minden idejét kedvenc bárjában töltötte és iszogatott. Ironikus, hogy bár Westmore rengeteget dolgozott azért, hogy Morn képes legyen beszélni, ha valaha meg kell szólalnia, ő néma maradt. Külön pikantéria, hogy amikor nem is volt jelen a színen, a többi szereplő mindig úgy beszélt róla, mint olyasvalakiről, aki állandóan beszél, alig lehet leállítani. Szellemesnek, kedvesnek mondták, sőt, Jadzia Daxhoz állítólag egyéb szálak is fűzték.
Olyan nagy volt vonzalom e csendes szereplő iránt, hogy a hatodik évadban egy külön részt írtak számára ("Ki síratja Morn-t?"). E részben az is kiderült, hogy Morn valójában nem az a kifejezetten feddhetetlen erkölcsű alak (az epizódban nem kevés vagyon kétes eredetéről esik szó…), ezzel azonban inkább csak még jobban beilleszkedett a szereplők közé.
Többen az ismételten visszatérő szereplők közül már ismertek voltak más szerepeik alapján, a legjelentősebb az Oscar- és Golden Globe-díjas Louise Fletcher (bajori szellemi vezető Kai Winn) és a sci-fi veterán Salome Jens (a női alakváltó).

## Szereplők

### Főszereplők
| Szereplő               | Színész          | Magyar hang       |
| ---------------------- | ---------------- | ----------------- |
| Benjamin Sisko         | Avery Brooks     | Sörös Sándor      |
| Odo felügyelő          | René Auberjonois | Beregi Péter      |
| Worf (1995-1999)       | Michael Dorn     | László Zsolt      |
| Julian Bashir          | Alexander Siddig | Hujber Ferenc     |
| Jadzia Dax (1993-1998) | Terry Farrell    | Horváth Lili      |
| Jake Sisko             | Cirroc Lofton    | Molnár Levente    |
| Miles O’Brien          | Colm Meaney      | Forgács Péter     |
| Quark                  | Armin Shimerman  | Pálfai Péter      |
| Kira Nerys             | Nana Visitor     | Fehér Anna        |
| Ezri Dax (1998-1999)   | Nicole de Boer   | Nemes Takách Kata |

### Fontosabb visszatérő szereplők
| Szereplő               | Színész             | Magyar hang        | Mennyi részben szerepelt |
| ---------------------- | ------------------- | ------------------ | ------------------------ |
| Morn                   | Mark Allen Shepherd | –                  | 91                       |
| Nog                    | Aron Eisenberg      | Borbíró András     | 46                       |
| Elim Garak             | Andrew Robinson     | Csuja Imre         | 37                       |
| Rom                    | Max Grodénchik      | Szokol Péter       | 37                       |
| Gul Dukat              | Marc Alaimo         | Haás Vander Péter  | 35                       |
| Weyoun                 | Jeffrey Combs       | Lippai László      | 24                       |
| Martok                 | J. G. Hertzler      | Kárpáti Tibor      | 27                       |
| Damar                  | Casey Biggs         | Megyeri János      | 24                       |
| Keiko O'Brien          | Rosalind Chao       | Kéri Kitty         | 19                       |
| Leeta                  | Chase Masterson     | Konta Nelli        | 17                       |
| Kasidy Yates           | Penny Johnson       | Szirtes Ági        | 17                       |
| "Női alakváltó"        | Salome Jens         | Várnagy Katalin    | 16                       |
| Winn Adami             | Louise Fletcher     | Felföldi Anikó     | 15                       |
| William Ross admirális | Barry Jenner        | Szokolay Ottó      | 13                       |
| Vic Fontaine           | James Darren        | Forgács Gábor      | 11                       |
| Bareil Antos           | Philip Anglim       | Jakab Csaba        | 9                        |
| Michael Eddington      | Kenneth Marshall    | Honti Molnár Gábor | 9                        |
| Gowron                 | Robert O'Reilly     | Balázsi Gyula      | 8                        |
| Brunt                  | Jeffrey Combs       | Beratin Gábor      | 8                        |
| Nagy Nagus Zek         | Wallace Shawn       | Kun Vilmos         | 7                        |
| Joseph Sisko           | Brock Peters        | Versényi László    | 6                        |
| Sarah Sisko            | Deborah Lacey       | Andresz Kati       | 5                        |
| Ishka ("Mamus")        | Andrea Martin       | Szabó Éva          | 5                        |
| Ishka ("Mamus")        | Cicely Adams        | Szabó Éva          | 5                        |
| Kor                    | John Colicos        | Kránitz Lajos      | 3                        |
| Luther Sloan           | William Sadler      | Csernák János      | 3                        |
| Kimara Cretak          | Megan Cole          | Andai Katalin      | 3                        |
| Kimara Cretak          | Adrienne Barbeau    | Andai Katalin      | 3                        |

## Szereplők gyakran ismételt és/vagy emlékezetes mondatai a sorozatban
- Sisko: „Ne most, Quark!”
- Julian Bashir: „Én orvos vagyok, nem történész.”
- O'Brien:  „Én gépész vagyok, nem filozófus.”
- Garak: „Nagyon mocskos, nagyon kis véres móka lesz. Ön felkészült erre?” - (A sápadt holdfényben)

## Bemutatók
- USA – 1993. január 4.
- Németország – 1994. január 28.
- Ausztrália – 1994. szeptember 10.
- Lengyelország – 1995. június 11.
- Nagy-Britannia – 1995. szeptember 28.
- Finnország – 1997. március 3.
- Franciaország – 1998. október 27.
- Magyarország – 2001. szeptember 3. (Viasat 3)

## Epizód lista
| Évad     | Év      | Csillagidő | Epizódlista |
| -------- | ------- | ---------- | --- |
| Első     | 1993    | 46379.1 –  | A kiválasztott, I. rész; A kiválasztott, II. rész; Fejezet a múltból; Más mint a többi; Bábel; Fogolyhajsza; A Q-lcs figura; Dax; A potyautas; Érj célba!; A Nagus; Örvény; Harcállások; A mesélő; A haladás ára; Vigyázz mit kívánsz!; Magányos vándor; Szerepek; Háborús bűnös; A próféták kezében |
| Második  | 1993-94 | 47182.1 –  | Hazatérés [3/1]; A kör bezárul [3/2]; Ostromállapot [3/3]; Közös nevező; Két otthon között; A hableány; Az üzlet szabályai; Régmúlt bűnök; Kiút; A szentély romjain; A szerencse forgandó; A másik változat; Pokoli játszma; Balsejtelem; Hamis éden; Árnyjáték; Istent játszva; Múlt és jövő; Vérbosszú; A Maquis, I. rész; A Maquis, II. rész; Kényszer; A tükör túloldalán; Áldozathozatal; Kirakatper; Első vér [3/1] |
| Harmadik | 1994-95 | 48213.1 –  | Az igazság felé, I. rész; Az igazság felé, II. rész; Betyárbecsület; Egyensúly; Kettős szerepben; A számkivetett; Lázadás; Meridian; Riválisok; Vonzalom; Köznapi hősök, I. rész; Köznapi hősök, II. rész; Mindhalálig; Hűség; Végzet; Reform-ferengi; A látnok; Akaraterő; Hamis tükörkép; Váratlan fordulatok [2/1]; Hirtelen halál [2/2]; Felfedezők; Családi ügylet; A nép nevében; Vallomások; Az ellenfél [3/1] |
| Negyedik | 1995-96 | 49011.4 –  | Harcoshoz méltón, I. rész [3/2]; Harcoshoz méltón, II. rész [3/3]; Az utolsó fejezet; Hittel, hűséggel; Családtervezés; Régi láng; Kis zöld emberkék; Erőpróba; Kahless kardja; Megmentőnk, Bashir; A második front [2/1]; Az Éden elrablói [2/2]; Két tűz között; A hazafi útja; Mogh fiai; A bárszövetség; A Próféták nevében; A csatamezőn; …és bűnhődés; Az összetört tükör; A múzsa; Vezércsel; Halálig; A végzet vége; Intim részek; Eltépett kötelék [2/1] |
| Ötödik   | 1996-97 | 50049.3 –  | A végítélet harsonái [2/2]; A bizalom ára; A szív útjai; A bátrak ideje; A bosszú eszköze; Idő-zavar; Az vesse az első követ…; Ami elmúlt; Kedves ellenségem; Megvilágosodás; Sötétség és fény; Új életek; A gonosztevő; A Pokol árnyéka [2/1]; Tisztítótűz [2/2]; Döntések és vallomások; Hétköznapi ügy; Szokványos üzletmenet; Örök harc és gyász; Ferengi szerenád; A Birodalom katonái; Időtlen szerelem; Dicsfény; Empok Nor; Nagy zsugások; Hadba hívó szó |
| Hatodik  | 1997-98 | 51107.2 –  | Nehéz idők [2/1]; Rögök, és keserű por [2/2]; Fiak és leányok; A front mögött; A bátraké [2/1]; Angyal-áldozás [2/2]; Szeretettel meghívjuk; Feltámadás; Az emberi tényező; Ferengi dicsőség; Farkas és bárány; Ki sírna Morn után?; A csillagokon messze túl; Kis hajó, nagy hajó; Lelkiismeret; A szív parancsa; Mert nem fáj semmi jobban…; Felvételi vizsga; Az éj leple alatt; Férfiszív; A Számvetés; A bátorság nem elég; Üzletasszonyok; Az idő árvája; Míg hangját hallgatom…; A Próféták könnyei |
| Hetedik  | 1998-99 | 52152.6 –  | Homokba fúlt arckép [2/1]; A befejezetlen mondat [2/2]; Emlékek viharában; Niners; Csipkerózsika; Árulás, Hit, és a Nagy Folyó; Egyszer még, a sír előtt; A gyalogosok örök dicsőségére; Vakhit; S az élet mégis szép; A legkisebb fiú; Köpönyegforgatók; A gyilkos szemével; Igaz társ; Dirr-durr, piff-puff; A háború igazsága; A láng, hogyha ébred [10/1]; Míg a halál el nem választ [10/2]; Furcsa párok [10/3]; Mikor a világ visszájára fordul [10/4]; Csendes eső, hosszú háború [10/5]; Tombolj szél, dagadj vitorla [10/6]; A kétségbeesés ideje [10/7]; Vihar előtt [10/8]; Amit hátrahagysz, I. Rész [10/9]; Amit hátrahagysz, II. Rész [10/10] |